# Cuidado con el ángel (telenovela de 1959)
Cuidado con el ángel es una telenovela mexicana producida en 1959, siendo la primera producción para televisión de Ernesto Alonso, quien también la dirigió.
Modificó los parámetros marcados por las telenovelas que la antecedieron, ya que fue estrenada a principios de junio de 1959 por el Canal 4 de Telesistema Mexicano en el horario de las 10:00 AM siendo transmitida por la mañana. Se trataba de una mera estrategia televisiva, pues iba dirigida principalmente al público femenino.
La protagonizaron Amparo Rivelles, Guillermo Aguilar y Ofelia Guilmáin quienes formaron un triángulo amoroso a lo largo de la telenovela. Marcó el debut como escritora de la gran Fernanda Villeli, quien hizo mancuerna con Ernesto Alonso y la mantuvo hasta la muerte de este en 2007. Ernesto Alonso le dio oportunidad de actuar en televisión a su descubridora y amiga Anita Blanch, quien hasta entonces había triunfado en cine.

## Sinopsis
Historia de una mujer bellísima y aparentemente bondadosa que en realidad es una malvada y de lo peor, le arrebata todo a su amiga, pero tiene un trágico final.

## Elenco
- Amparo Rivelles - Alma
- Guillermo Aguilar - Ernesto
- Ofelia Guilmáin  - Amalia
- Héctor Gómez
- Rosenda Monteros
- Arcelia Larrañaga
- Anita Blanch
- Florinda Meza
- Carmen Salinas

## Curiosidad
El título de esta telenovela fue también el de la telenovela del mismo nombre de Delia Fiallo del 2008, protagonizada por Maite Perroni y William Levy aunque la historia no es la misma.